# Metasphecia
Metasphecia é um gênero de traça pertencente à família Brachodidae.